# Educação no Peru
A educação no Peru é obrigatória e gratuita nas escolas públicas dos níveis da educação infantil, primária e secundária. É também gratuita nas universidades públicas para estudantes que não possuem condições de pagar e que tenham um rendimento acadêmico satisfatório. A educação está sob a jurisdição do Ministério da Educação, que está encarregado de formular, implementar e supervisionar a política educacional nacional.Na Escola  meninas e meninos passam aulas separadas em salas diferentes. 

## História

### Culturas pré-incas
Não existem registros escritos nem orais sobre algum sistema educativo organizado nas culturas pré-incas. No entanto, o nível de evolução que alcançaram algumas delas demonstra de maneira indireta a sua existência. Cada cultura, devido a suas vantagens competitivas e especialização em um campo específico, desenvolveu uma maneira ideal de treinamento. Assim é possível explicar, por exemplo, os trabalhos em ourivesaria, cerâmica e tecidos que se conservam até os dias atuais e cuja técnica foi aperfeiçoada com o passar do tempo.

### Incas
A educação formal, segundo Inca Garcilaso de la Vega, foi fundada por Inca Roca, o segundo Inca da lista de Garcilaso, e difundida por Pachacútec. Ela foi desenvolvida exclusivamente para a elite real e posteriormente para os filhos dos chefes conquistados. A educação era voltada para a criação de administradores e governantes. Os amautas eram os professores, homens ilustres na filosofia e moral. O conteúdo ensinado se baseava na aritmética e astronomia, necessários para uma organização econômica baseada na agricultura. A educação era estrita e com práticas de castigo  

### Colônia
Na colônia era necessário cristianizar os povos vencidos e transformá-los em seus subordinados leais. A educação era predominantemente religiosa, já que estava a cargo das diferentes ordens religiosas e sacerdotais. O objetivo era reeducar os índios adultos e dar instruções às crianças e jovens em formação, doutrinando-os e ensinando-os os rudimentos da vida social européia para utilizá-los em benefício do Estado. Esta foi a educação elementar. Havia outras instâncias na educação, como a Universidad Mayor de San Marcos (fundada em 12 de maio de 1551), às quais só tinham acesso a casta aristocrática. No entanto, os índios em geral não tinham acesso à educação formal, só restando a educação informal.

## Sistema educacional

### Legislação
- Lei Geral da Educação
- Lei Universitária nº 23733
- Lei de Promoção da Inversão Privada na Educação nº 822
- Lei do Sistema Nacional de Avaliação, Certificação e Reconhecimento da Qualidade Educativa nº 28741.

### Educação infantil
A educação infantil se inicia a partir dos 3 anos. Seu objetivo é potencializar períodos sensitivos, que são os momentos oportunos nos quais as crianças assimilam com maior facilidade determinados aprendizados. Assim a criança é o protagonista de sua aprendizagem, junto com os agentes internos e externos, que lhe proporcionam condições ótimas para o desenvolvimento de suas capacidades.

### Educação primária
A educação primária possui duração de 6 anos, divididos em três ciclos de 2 anos cada. A matrícula das crianças normalmente é feita aos 6 anos de idade.

### Educação secundária
A educação secundária dura 5 anos, e é um dos níveis mais difíceis de passar com satisfação.

### Educação superior
A educação superior pode ser cursada nos institutos superiores tecnológicos, ou nas universidades.
Os institutos superiores tecnológicos, públicos ou privados, oferecem cursos de 3 anos, e emitem certificado de Profissional Técnico que possui um reconhecimento menor que o emitido pelas universidades.

## Cobertura e Qualidade
Escolas em áreas rurais estão associados com menos conhecimento médio de alunos. 
A lei nº 28740, do Sistema Nacional de Qualidade, Avaliação e Certificação (SINEACE), é um sistema que promove a qualidade educativa no país mediante o estabelecimento de organismos operadores que avaliam a qualidade educativa das instituições, desde o nível básico ao tecnológico e universitário.
Peru ocupa a última posição entre os 65 países que participaram do Programa Internacional de Avaliação de Alunos (PISA).
Peru também participou nas avaliações de 2001 e 2009, neste último teste, classificado em penúltimo lugar na ciência e na terceira a partir do fundo em matemática e compreensão de leitura.Peru ocupa a última posição em educação de qualidade, caiu dois lugares na educação: 63-65.